# Cuevas de los Juanorros
Cuevas de los Juanorros es un paraje y cortijada perteneciente al término municipal de Almería situado al sur de Sierra Alhamilla. Se encuentra a una altitud de 229 metros sobre el nivel del mar en las coordenadas de situación 36°54′24.48″N 2°19′03.12″O / 36.9068000, -2.3175333 y con el código Postal 04160. 
Situado en una zona tradicionalmente de agricultura de subsistencia, actualmente ha crecido debido a la agricultura intensiva, apareciendo ya invernaderos en sus alrededores. A pesar de ello, aún dominan las pequeñas huertas y las pequeñas plantaciones de olivar en el paisaje. En un plan de inversión en obras sociales del Monte de Piedad y Caja de Ahorros de Almería, en el cual se crearon diversas escuelas, se construyó una ermita-escuela en las Cuevas de los Juanorros, la cual fue inaugurada el 1 de noviembre de 1960. A ella acudieron niños de Cuevas de los Juanorros, Cuevas de los Úbedas y de cortijos dispersos en Sierra Alhamilla. La vida de la escuela fue efímera, ya que por la Orden del 26 de julio de 1969 se decidió que debía ser suprimida. El edificio, que sirvió también como vivienda de la maestra, está rematado con una pequeña cruz de hierro. Actualmente está en abandonado, pero destaca conforme nos aproximamos al paraje. Muchos de sus habitantes emigraron a La Cañada y El Alquián buscando mejores condiciones de vida con el desarrollo de la agricultura intensiva. Debido a una serie de mejoras de caminos rurales realizados por el ayuntamiento de Almería y la Diputación de Almería en el año 2012 y año 2015, el acceso, que se realiza a través de un camino que parte de la carretera provincial AL-209, es prácticamente asfaltado en todo el recorrido, además de encontrarse correctamente señalizado.
El lugar es frecuentado por multitudes aficionados al ciclismo de montaña, aprovechando sus caminos y ramblas para hacer sus rutas.
Se encuentra situado dentro del Lugar de Interés Comunitario Rambla de Tabernas, Gérgal y Sur de Sierra Alhamilla.